# Maurice Assier de Pompignan
Pour l’article ayant un titre homophone, voir Assier (homonymie).
 (mars 2023).
Si vous disposez d'ouvrages ou d'articles de référence ou si vous connaissez des sites web de qualité traitant du thème abordé ici, merci de compléter l'article en donnant les références utiles à sa vérifiabilité et en les liant à la section « Notes et références ».
Maurice Assier de Pompignan, de son nom complet Charles André Maurice Assier de Pompignan, né le 30 novembre 1889 à Saint-Pierre (Martinique) et mort le 30 août 1952 à Paris, est un administrateur des colonies, gouverneur du Gabon, puis du Dahomey.

## Biographie

### Prénom
Son prénom usuel, tel qu'indiqué dans son faire-part de décès, ou encore dans son avis de décès est Maurice, dernier de ses prénoms, conformément à l'usage dans la société de son époque, et ce qui est confirmé par ses descendants. Les décrets administratifs le concernant utilisent pourtant parfois son premier prénom, Charles.

### Famille et origines
Il est issu de la famille Assier de Pompignan. Il s'agit d'une famille de notaires et de propriétaires terriens originaire du diocèse d'Albi, établie ensuite à Montpellier puis à la Martinique. Sa filiation remonte au XVIe siècle.
Né le 30 novembre 1889 à Saint-Pierre (Martinique), il est fils d'Anatole Assier de Pompignan et de Lilia Mac-Hugh, il appartient à l'une des plus importantes familles békée de la Martinique, issue de Jean Assier, né le 11 janvier 1688 à Montpellier, doyen du conseil souverain de la Martinique et anobli par Louis XV en 1768, qui a trois épouses et treize enfants, dont Jean Bruno Assier de Montrose (1737-1804), chevalier de l'ordre royal et militaire de Saint-Louis, commandant le corps des volontaires libres de la Martinique, aïeul direct de Maurice Assier de Pompignan.

### Mariage et descendance
Maurice Assier de Pompignan épouse en 1931 à Fort-de-France (Martinique) Constance de Reynal de Saint-Michel, dont il a quatre enfants : Christian, Raymond, Marie-José (Mme Yves Rougier) et Jacqueline (Mme Guillaume Tardif de Moidrey).

### Formation
Il fait ses études à l'école coloniale, devenue depuis l'École nationale de la France d'outre-mer.

### Carrière
Il est mis à disposition du gouverneur général de l'Afrique-Équatoriale française (AEF), fédération regroupant quatre colonies françaises d'Afrique centrale (Gabon, Moyen-Congo, Tchad, Oubangui-Chari), d'une superficie d'environ 5 fois la France.
Administrateur-maire de Brazzaville (Congo) de 1925 à 1927, de Fort Lamy (Tchad) en 1929 et de Libreville (Gabon) de 1932 à 1941, période durant laquelle il est nommé administrateur en chef des colonies, il consacre toute sa vie à cette région du monde.
Chevalier de la Légion d'honneur en 1934, il reçoit en 1938 le titre de commandeur de l'ordre de l'Étoile noire, distinction accordée à ceux qui s'illustrèrent dans le développement de l'influence française sur la côte occidentale de l'Afrique. En 1940, Félix Éboué, alors gouverneur du Tchad, ainsi que les gouverneurs du Cameroun et du Congo proclament leur ralliement aux Forces françaises libres, suivis en août 1940 par l'Afrique-Équatoriale française, à l'exception du Gabon. Mais, dès cette date, en tant que maire de Libreville, Assier de Pompignan se rallie au général de Gaulle, facilitant dès l'origine, une des missions du général Leclerc destinée à gagner le pays à sa cause. Le Gabon se joint à la France libre en novembre, après le débarquement de Leclerc près de Libreville.
Ce ralliement lui vaut d'être révoqué par le gouvernement de Vichy et déchu de sa nationalité française par un décret qui est annulé en mars 1945. Nommé inspecteur général de l'Afrique-Équatoriale française, par Félix Eboué, nouveau gouverneur général de l'AEF, il devient en juin 1942, gouverneur du Gabon, membre du conseil d'administration de l'AEF et reçoit en mai 1943 du général de Gaulle la médaille coloniale de l'Afrique française libre. Succédant à Léon Truitard, il est le premier gouverneur de la France libre, au Dahomey, d'août 1943 à septembre 1945 et participe à la conférence de Brazzaville du 30 janvier 1944 sur la décolonisation.

### Décès
Maurice Assier de Pompignan décède le 30 août 1952, dans le 7e arrondissement de Paris.

### Distinctions et décorations
- Chevalier de la Légion d'honneur (1934)[6].
- Commandeur de l'ordre de l'Étoile noire (1938).

### Sources
- Sous la direction de l'Institut Charles-de-Gaulle, Brazzaville : aux sources de la décolonisation, p. 94, 113,152,217,220, Ed. Plon, Paris, octobre 1988.
- Yves Rougier de Coulomme, archives familiales.